# Finanční nezávislost
Finanční nezávislost je pojem obecně používaný pro stav, kdy má subjekt takové finanční příjmy, které pokrývají veškeré jeho nutné výdaje. V základním významu jde o stav, kdy finanční prostředky subjektu umožňují, že si nechá vyplácet rentu, která mu stačí pro pokrytí nutných výdajů bez nutnosti vyvíjení dalších aktivit, tedy o dosažení dostatečného pasivního příjmu.
V reálném ekonomickém prostředí dochází k inflaci. Je tedy nutné, aby šlo o stav, kdy čerpaná renta může růst rychlostí úměrnou inflaci a tak byla zachována podmínka pokrytí nutných výdajů do budoucnosti.
V širším významu se používá finanční nezávislost ve více souvislostech. Příkladem je finanční nezávislost církví na státu nebo finanční nezávislost potomků na rodičích. V těchto případech se vymezuje finanční nezávislost jen vůči konkrétnímu subjektu a je pomíjena nutnost výkonu ekonomických aktivit. Tento článek dále popisuje základní význam pojmu finanční nezávislost.

## Cesty k finanční nezávislosti
K finanční nezávislosti vedou teoreticky dvě cesty. Protože jde o rozdíl příjmů a výdajů, lze pracovat s oběma položkami.
1. První cestou je cesta redukce nákladů. Tuto cestu nelze v dnešním světě použít samostatně, protože určité zdroje nutné pro život již nejsou volně dostupné.
2. Druhou cestou je budování příjmové strany. Tedy o akumulaci aktiv a optimalizaci jejich využití tak, aby byla naplněna podmínka dosažení dostatečné renty včetně pokrytí vlivu inflace.

## Čemu se vyhnout na cestě k finanční nezávislosti
1. Neutrácejte více než vyděláte. Toto základní pravidlo není potřeba zdůrazňovat. Snadno se tak můžete dostat do dluhové spirály a budete pořizovat nevýhodné dluhy (viz bod 2).
2. Vyhýbejte se nevýhodným dluhům. Nevýhodný dluh je takový dluh, jehož úroková sazba je vyšší než výnos, za který jste schopni své peníze investovat. Pokud by Vaše investice vydělala 14 % p.a. (většinou pouze u akciových fondů, které jsou spojeny s vyšším rizikem), tak jakýkoliv dluh, jehož úročení přesáhne oněch 14 % je nepřípustný.
  - Před využitím spotřebitelského úvěru se vždy rozhodněte, zda danou věc opravdu potřebujete okamžitě.
  - Zhodnoťte RPSN spotřebitelského úvěru
  - Prozkoumejte i ostatní nabídky a zkuste "nenaletět" úžasné a skvělé slevě.

## Potenciální zdroje pasivních příjmů
Na počátku každého z pasivních příjmů stojí určitá investice, byť nemusí jít o investici finanční. V určitých případech může jít o investici, kterou udělal někdo dříve a na subjekt byl následně vzniklý příjem převeden například dědictvím nebo jinou cestou.

### Investice
- nemovitosti – domy, byty, pozemky, komerční nemovitosti
- vzácné kovy a kameny – zlato, stříbro, diamanty...
- starožitnosti
- umění
- do vzdělání
- na peněžním trhu – finanční produkty do jednoho roku
- na kapitálovém trhu
  - akcie
  - futures
  - komerční papíry
  - depozitní certifikáty
  - dluhopisy
  - dlouhodobé pohledávky

### Pasivní příjmy vzniklé z dřívějších investic
Následný výčet možných pasivních příjmů není úplný. Navíc je vždy nutné brát v úvahu, že i tyto příjmy podléhají různému zdanění podle platných zákonů.
- Pronájem nemovitostí a dalšího zainvestovaného majetku
- Dividenda z akcií, dluhopisů apod.
- Úroky ze vkladů nebo poskytnutých půjček
- Autorské honoráře z užití nebo poskytnutí práv z průmyslového nebo jiného duševního vlastnictví
- Autorské honoráře z děl literárních, uměleckých a vědeckých
- Pronájem profesionální nebo akademické kvalifikace[2]
- Doživotní renta nebo důchod poskytnutá jiným subjektem
- Příjmy z růstu ceny dřívějších investic